# Chorie montagneuse
La Chorie montagneuse ou Chorie, en russe Горная Шория, Gornaïa Choria, en chor Тағлығ Шор, Tağlığ Şor, est une région de moyenne montagne et de taïga située dans la partie méridionale de l'oblast de Kemerovo-Kouzbass, en Russie. Elle appartient au système montagneux de l'Altaï qui s'étend au sud-ouest. Elle doit son nom aux Chors, peuple turco-altaïque. Tachtagol est le centre administratif de la Chorie.

## Géographie

### Hydrologie
La Chorie montagneuse est arrosée par les rivières Kondoma, Tom, Mrassou, Moundybach, Pyzas, etc.

### Population
La région est peu peuplée (5 habitants au km2) surtout de Chors et de Russes.

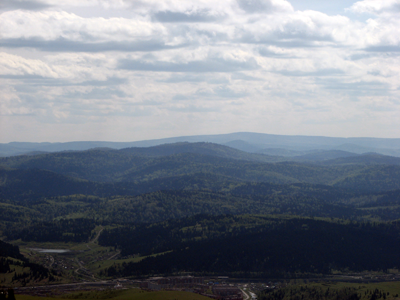
Paysage de la Chorie montagneuse.
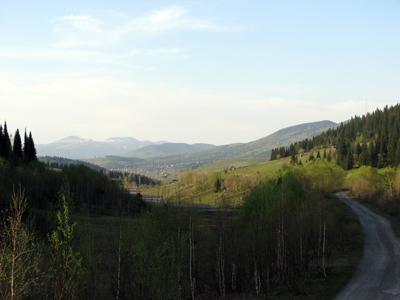
Paysage de la Chorie avec le Moustag à l'arrière plan.
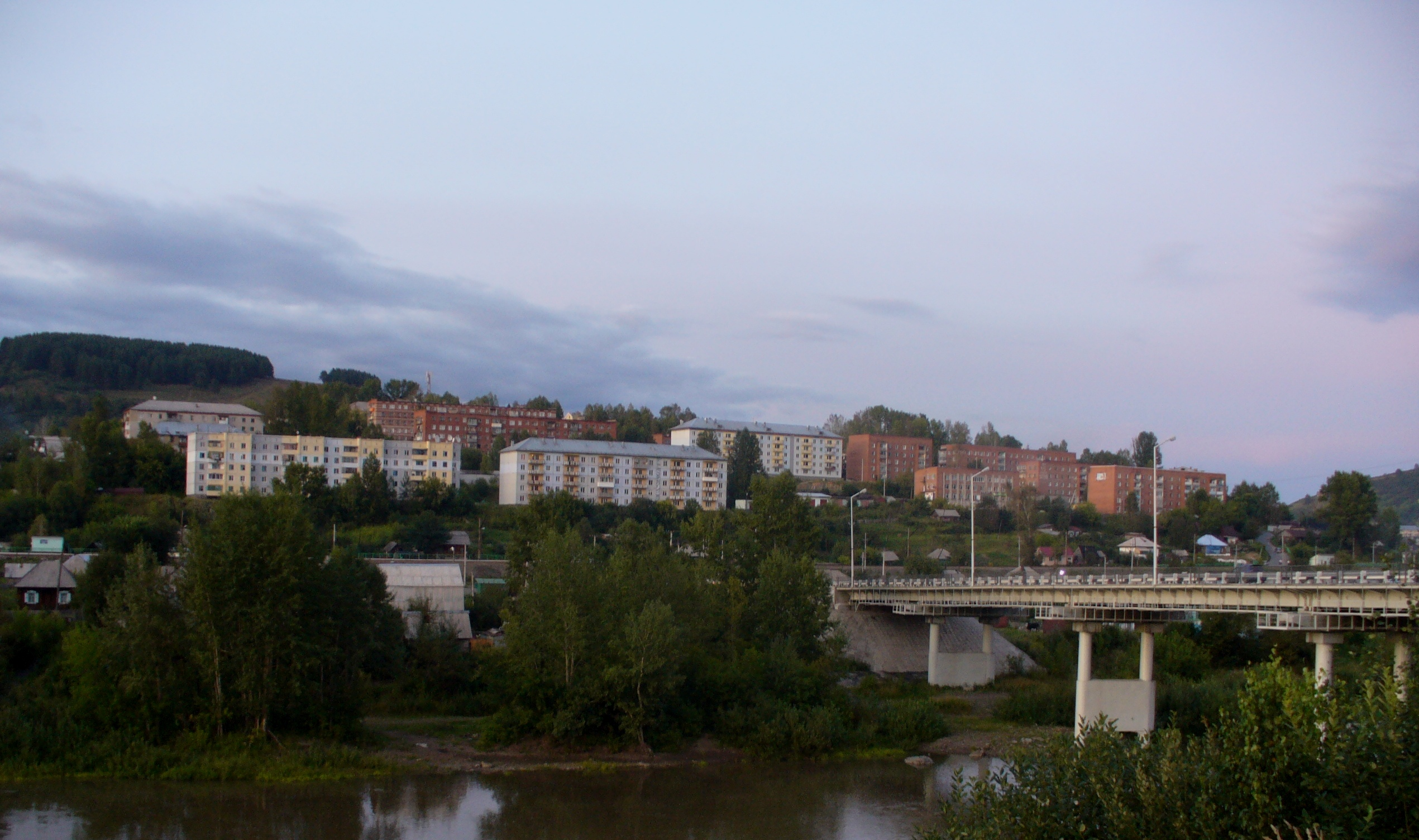
Vue de la petite bourgade de Moundybach, au bord de la rivière du même nom
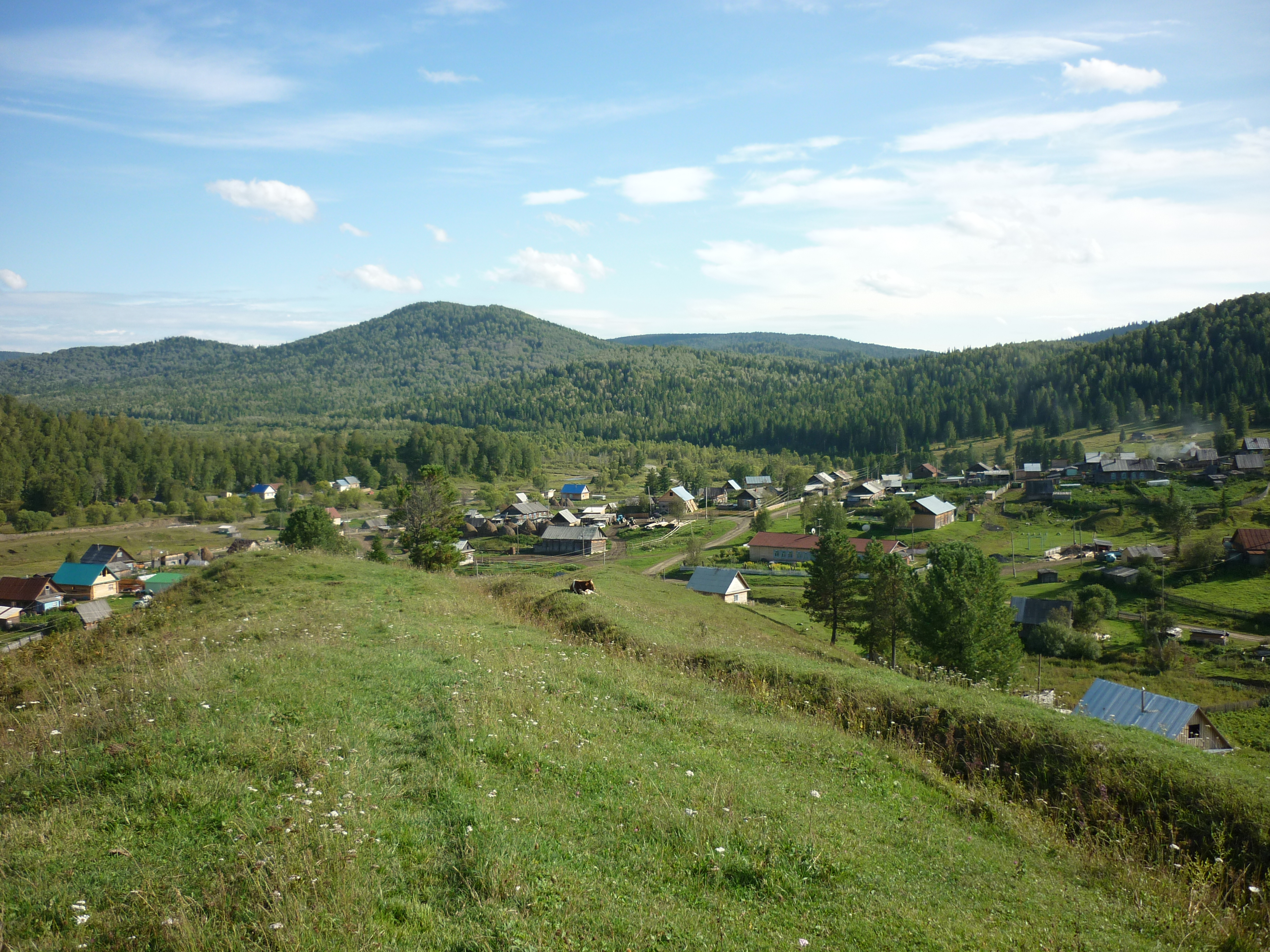
Vue du village de Tchoulech avec son paysage typique de la Chorie montagneuse.

## Économie

### Ressources naturelles
La région est une zone importante d'extraction de roches métallifères, de minerais et de pierres précieuses à la limite du bassin de Kouznetsk. On y exploite aussi le bois, et certains pins pour la consommation de pignons de pin.

### Tourisme

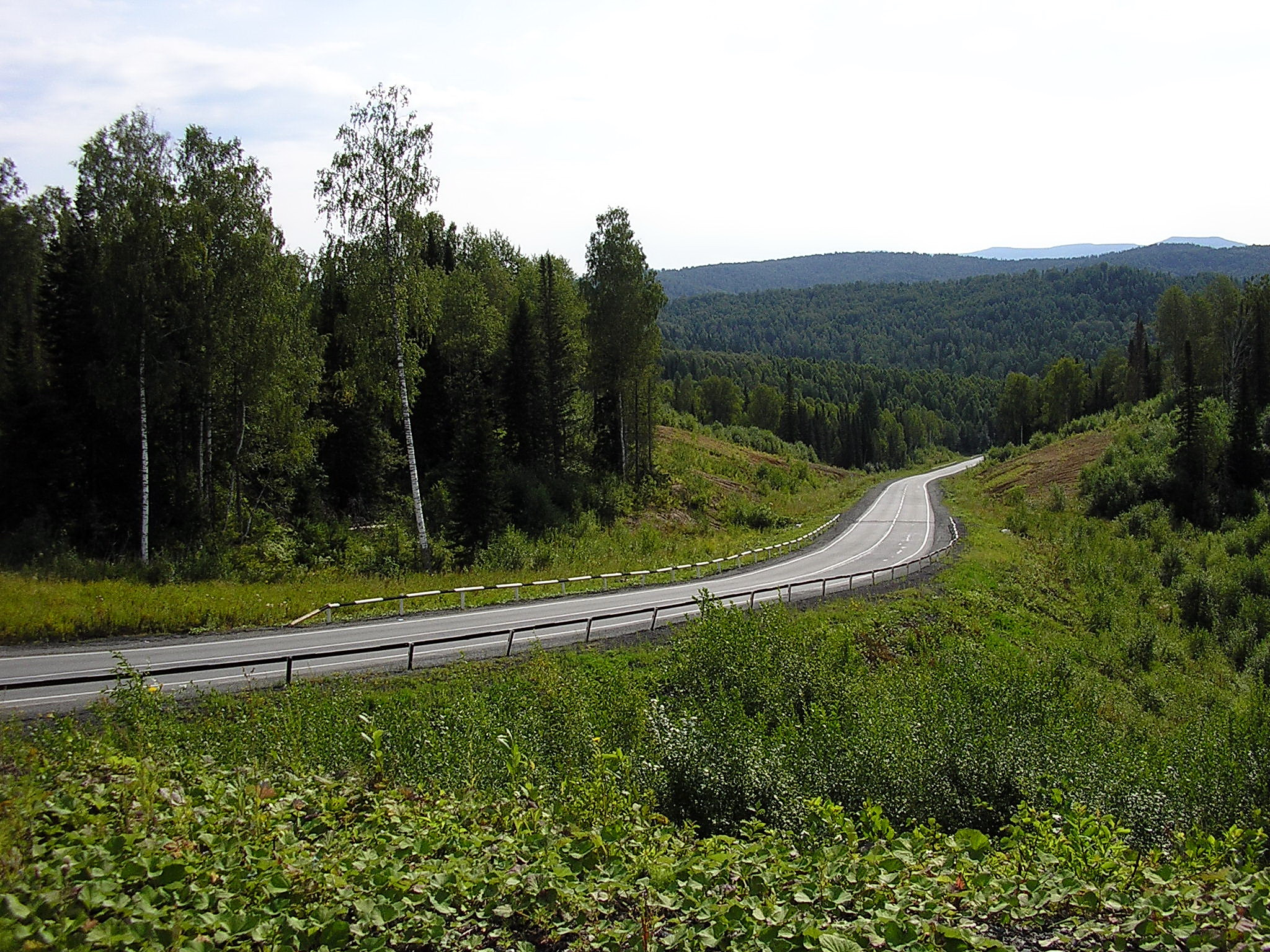
Vue de la route Novokouznetsk-Tachtagol à travers la Chorie.

Située aux confins de l'Altaï, de l'Alataou de Kouznetsk et du plateau de Salaïr, la région est appelée « la Suisse sibérienne ».
En hiver, on pratique le ski dans la Chorie montagneuse avec des stations de ski fréquentées de toute la Sibérie, surtout autour de la montagne Zelionaïa (« montagne Verte » en russe) qui culmine à 1 270 m et se trouve au-dessus de la station de ski de Cheregech. Des championnats s'y déroulent. Les montagnes les plus importantes de la région sont le Moustag (1 570 m), le Kourgan (1 555 m), la Zelionaïa (1 270 m) et l'Outouïa (1 143 m).
Autour de Tachtagol, se trouve le parc national de la Chorie qui couvre 4,3 % du territoire de l'oblast de Kemerovo-Kouzbass.

## Référence
- (ru) Cet article est partiellement ou en totalité issu de l’article de Wikipédia en russe intitulé « Горная Шория » (voir la liste des auteurs).